# Ким Гвансоп
Ким Гвансоп (кор. 김광섭; род. 3 сентября 1981) — южнокорейский самбист и дзюдоист, бронзовый призёр первенства мира по дзюдо 2000 года среди юниоров, бронзовый призёр соревнований по дзюдо летних Азиатских игр 2006 года, бронзовый призёр чемпионата мира по самбо 2009 года, бронзовый призёр соревнований по самбо Всемирных игр боевых искусств 2010 года в Пекине. По самбо выступал в первой полусредней весовой категории (до 68 кг).